# Neivamyrmex mojave
Neivamyrmex mojave é uma espécie de formiga do gênero Neivamyrmex.